# 쇠스랑

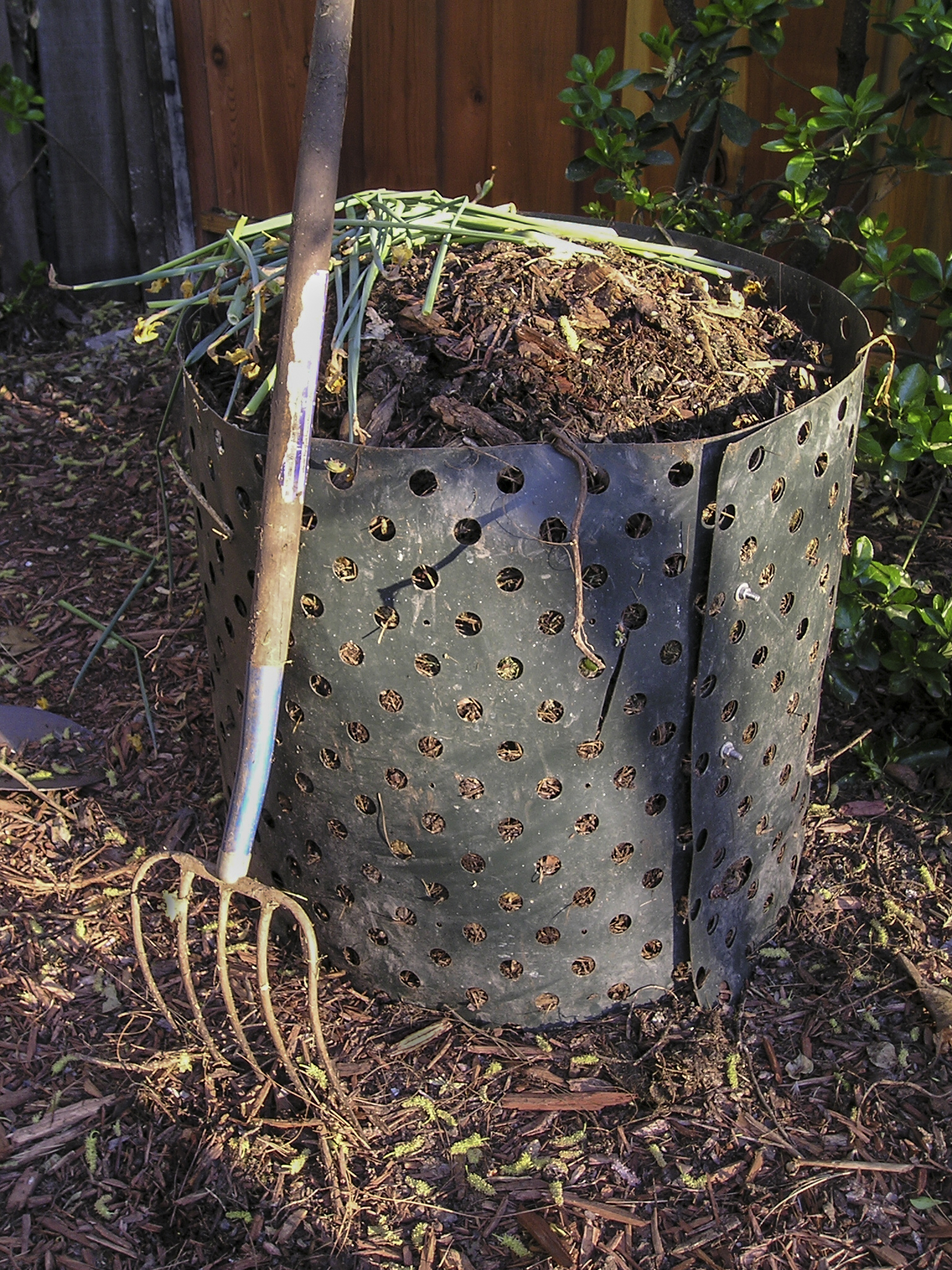
퇴비 상자 옆에 위치한 쇠스랑

쇠스랑은 땅을 파헤쳐 고르거나 두엄·풀무덤 등을 쳐내는 데 쓰는 갈퀴 모양의 농기구이다.
쇠로 서너 개의 발을 만들고 자루를 박아서 만든다. 외양간에 깔아두었던 짚이나 풀을 끌어낼 때, 끌어낸 짚이나 풀로 두엄을 만들기 위해 뒤집을 때 쓸모가 있다. 또한 밭을 파서 흙을 고르고, 씨를 뿌린 뒤에 흙을 덮거나 감자, 고구마 등을 캐는 데도 쓰인다.

## 같이 보기
- 포크
- 삼지창

## 참고 문헌
- 이 문서에는 다음커뮤니케이션(현 카카오)에서 GFDL 또는 CC-SA 라이선스로 배포한 글로벌 세계대백과사전의 내용을 기초로 작성된 글이 포함되어 있습니다.